# Salticus propinquus
Salticus propinquus är en spindelart som beskrevs av Lucas 1846. Salticus propinquus ingår i släktet Salticus och familjen hoppspindlar. Inga underarter finns listade i Catalogue of Life.